# Kirkerup Sogn (Slagelse Kommune)
Kirkerup Sogn 
ist eine Kirchspielsgemeinde (dän.: Sogn)
auf der Insel Sjælland im südlichen Dänemark.
Bis 1970 gehörte sie zur Harde Vester Flakkebjerg Herred im damaligen Sorø Amt, danach zur Hashøj Kommune im Vestsjællands Amt, die im Zuge der  Kommunalreform zum 1. Januar 2007 in der Slagelse Kommune in der Region Sjælland aufgegangen ist.
Im Kirchspiel leben 335 Einwohner (Stand: 1. Januar 2023).
Im Kirchspiel liegt die Kirche „Kirkerup Kirke“.
Nachbargemeinden sind im Südwesten Gimlinge Sogn und im Westen Sørbymagle Sogn, ferner in der nordöstlich benachbarten Sorø Kommune Lynge Sogn und in der südöstlich benachbarten Næstved Kommune im Osten Fuglebjerg-Tystrup-Haldagerlille Sogn und im Süden Krummerup Sogn.